# Phalonidia scabra
Phalonidia scabra es una especie de polilla del género Phalonidia, categorizada en la tribu Cochylini, de la subfamilia Tortricinae. Fue descrita por Liu & Ge en 1991.
Fue publicada en Sinozoologia 8: 355. Se distribuye por Asia: China, en provincia de Jiangxi, en el monte Lu.